# 西萨摩斯
西萨摩斯（希臘語：Ανατολική Σάμος）是希腊北愛琴大區萨摩斯专区的市镇。行政中心为卡洛瓦西。市镇面积为187.5平方公里，2021年人口数量为12,621人。
西萨摩斯市镇包括萨摩斯岛的西半部及附近的小岛。该市镇成立于2019年9月1日的地方政府改革中，其时在2011年改革中设立的萨摩斯市镇一分为二，分成西萨摩斯市镇和东萨摩斯市镇。西萨摩斯市镇下分为两个市区。